# Žepina
Žepina este o localitate din comuna Celje, Slovenia, cu o populație de 96 de locuitori.